# Gonzalo Bilbao Martínez
Gonzalo Bilbao Martínez (Sevilla, 1860 – Madrid, 1938) fou un pintor costumista espanyol. Participà en diverses exposicions nacionals i estrangeres, i va ser distingit amb premis i recompenses a les exposicions de París, Berlín i Múnic, entre d'altres. Conreà la pintura paisatgística i, sobretot, temes característics espanyols.
Iniciat en el dibuix, combinà el seu aprenentatge tot estudiant al mateix temps dret i música. Un cop finalitzats els seus estudis l'any 1880, acompanyà a José Villegas en el seu viatge a Roma, visitant igualment París, Nàpols i Venècia, entrant en contacte amb pintors de tendència fortunyana. Va tornar a Espanya cinc anys més tard, viatjant per Sevilla, Toledo i Segòvia. Cap al 1888 viatjà al Marroc, tractant de captar noves escenografies d'inspiració orientalista, aleshores tan de moda en la pintura espanyola.
Bilbao va destacar especialment per realitzar una pintura vinculada al realisme social, tant mitjançant quadres d'escena de caràcter melodramàtic —que triomfaven a les exposicions nacionals de Belles Arts de Madrid— com mitjançant obres que retraten el món laboral, ja sigui al camp, a la fàbrica o al taller. Aquestes obres no estaven exemptes d'un cert regionalisme, ja que l'artista combinava el retrat de l'activitat laboral amb un cert folklorisme andalús. Grans exemples d'aquesta pràctica són La Siega (1894), on l'artista aprofita la representació d'una jornada de sega de blat per treballar un paisatge sota els efectes del sol d'estiu, tot aproximant-se a la pintura de Joaquín Sorolla. Una altra obra molt aplaudida fou Las Cigarreras en la fábrica de tabacos de Sevilla (1915), un gran estudi d'interior que l'emparenta fins i tot amb Diego Velázquez o els tipus femenins de Ramon Casas. Amb aquesta obra, l'artista torna a apropiar-se de la pintura costumista per portar-la cap a un nou registre, directament relacionat amb el regionalisme pictòric de les primeres dècades del segle xx.